# Mazda RX-7
La Mazda RX-7 est un coupé à moteur rotatif (composé de deux rotors lui conférant la particularité d'avoir une faible cylindrée tout en ayant une certaine puissance) produite par le constructeur automobile japonais Mazda. C'est un modèle de voiture qui évoluera au cours du temps et plusieurs versions de celle-ci verront le jour. Ainsi vont naître successivement la SA22C, la FB, puis la FC3S, et enfin la FD3S.

## Du projet X605 à la RX-7
Malgré de nombreux problèmes de fiabilité, de consommation et de pollution du moteur Wankel, Mazda veut sortir une sportive légère, capable de concurrencer des autos à succès comme la Datsun Z (Nissan Fairlady Z), la Porsche 924, la Nissan Skyline, et surtout dessinée pour le moteur à piston rotatif. La période économique ne pousse pas non plus les constructeurs à sortir de futiles sportives. Les chances techniques et commerciales de l'auto sont donc faibles, mais le constructeur se lance tout de même dans ce projet. Le nom de code X605 voit se dessiner la RX-7 : un coupé 2+2 avec hayon, un style quelque peu exotique et moderne.
Le moteur est nouveau, c'est le moteur 12A, développant 105 ch, et pourvu d'un complexe système de dépollution. Les objectifs de coûts de production nécessitent des choix techniques simples et éprouvés. Un système classique d'arbre rigide passe la puissance, suspendu par un système de Watt et amortissement avec ressorts hélicoïdaux/amortisseurs. Seul l'avant est doté de freins à disques, l'arrière ayant des tambours ventilés, à ailettes. Le prototype de la RX-7 type SA est prêt.

## SA22C/FB (1979-1985)

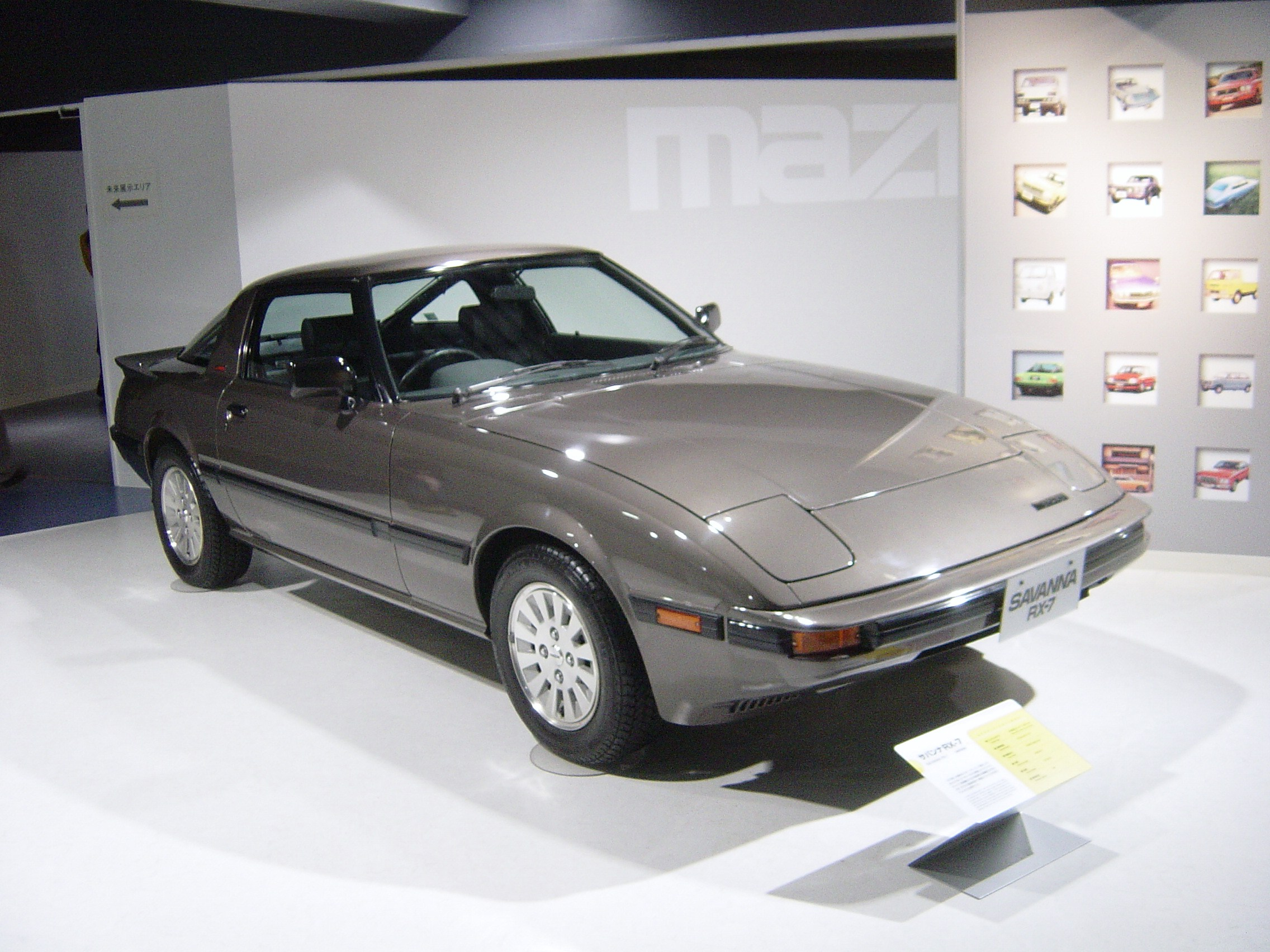
FB3S

La première version de 1978, dite SA22C, est donc motorisée par un bloc 12A de 2 x 573 cm3 d'environ 105 ch, nourri au super par un carburateur piloté 4-corps de chez Nikki. Le tout assisté par une boîte de vitesses manuelle à cinq rapports (automatique à trois rapports en option sur certains marchés) avec la 4e en prise directe et une 5e surmultipliée.
Le réservoir est de 55 litres sur ce premier modèle, ce qui va donner une autonomie d'un peu plus de 400 km si on se base sur une consommation moyenne de 13 L/100 km. La puissance fiscale est de 13 CV.
On retrouve un équipement assez basique pour l'époque.
Côté châssis :
Une monte pneumatique en 185/70 SR13 sur jantes tôles ou alliages en option, autrement dit des pneus à flanc haut, un peu contradictoire avec la vocation plutôt sportive du modèle. Des freins à disque à l'avant, et à tambours (mais ventilés) à l'arrière. Malgré la présence d'un pont rigide à l'arrière, on note le montage d'amortisseurs et de ressorts, là où certains se contentent de lames. Une répartition des masses idéale, de l'ordre de 50 % (+/- 1 %). La position du conducteur est juste au-dessus du centre de gravité de la RX-7. La direction assistée fait partie des options de l'époque.
Côté carrosserie :
Peu d'appendices aérodynamiques avec un simple bavolet souple à l'avant. Mais la totalité de la carrosserie a été soigneusement pensée et optimisée en soufflerie, en témoigne par exemple l'utilisation de feux escamotables, ou l'antenne rétractable. La RX-7 détonne par son aspect allongé et sa ligne fine. Elle se fait remarquer aussi par sa baie arrière entièrement vitrée, à l'instar de certains coupés sportifs américains. À noter une spécificité pour le marché français entre autres, la présence d'un toit ouvrant démontable, contre une tôle démontable pour les autres marchés.
Les couleurs au catalogue sont :
- A7 - Marine Blue Metallic Clearcoat
- AY - Impulse Blue
- D6 - Concord Silver Metallic Clearcoat
- E6 - Beat Black Metallic Clearcoat
- G4 - Mach Green Metallic Clearcoat
- K3 - Sunbeam Silver Metallic Clearcoat
- K8 - Tornado Silver Metallic Clearcoat
- M3 - Imperial Gold Metallic Clearcoat
- M4 - Solar Gold Metallic Clearcoat
- PZ - Brilliant Black Clearcoat
- RH - Sunrise Red
- R3 - Renaissance Red Metallic Clearcoat
- U2 - Star Dust Blue Metallic Clearcoat
- WN - Aurora White
- Y6 - Indy Maroon Metallic Clearcoat
- Y9 - Red Copper Metallic pour cuivre rouge metallisé

Côté intérieur :
Deux fauteuils assez englobants à l'avant avec les appuis-tête intégrés. Ceux-ci basculent pour laisser l'accès à deux (très) petites places à l'arrière, bien plus à destination d'enfants que d'adultes. Face à lui, le conducteur trouve le compte-tour (celui-ci fait office de niveau de batterie lors de la mise du contact), auquel Mazda a adjoint un buzzer pour l'avertir des sur-régimes, tellement ce petit moteur semble aimer monter dans les tours. On retrouve aussi le traditionnel compteur de vitesse gradué jusqu'à 210 km/h ainsi que différentes sondes pour veiller à la bonne santé du moteur.
On peut retrouver la climatisation en option, peu courante visiblement. L'autoradio est de série et de type intégré (pas de logement au format DIN) et son antenne située sur l'aile passager arrière est escamotable électriquement. Commande peu courante, celle permettant d'ouvrir les feux escamotables. Petit détail fâcheux selon certains propriétaires, l'absence d'un véritable « flash-to-pass » (l'appel de phares) puisque les feux ne sortent pas dans ce cas (une modification est souvent faite pour pallier ce problème).
Le poids en ordre de marche est de 1 050 kg, soit un rapport poids puissance de 10 kg/ch.
Dans la fin de l'année 1980, la puissance du moteur est montée à 115 ch et les tambours ventilés sont remplacés par des disques, mais non ventilés. Des changements visuels apparaissent aussi ; comme les boucliers plus englobants, un aileron arrière proposé en option permettant d'augmenter l'appui, tout en ne pénalisant pas trop la trainée, ainsi que des jantes spécifiques. La capacité du réservoir est augmentée et passe à 60 L. L'intérieur subit aussi quelques modifications esthétiques, les vitres électriques ainsi que les fauteuils chauffants et la fermeture centralisée font leur apparition, ainsi qu'un essuie-glace arrière.
Par la suite, certains marchés auront le droit à une version turbo du moteur 12A, ainsi qu'à l'apparition du bloc 13B, le tout pouvant aller jusqu'à 165 ch.
En France, la RX-7 version SA a été vendue à moins de 1 000 exemplaires de 1978 à 1981, et la version FB à moins de 1 300 exemplaires, de 1981 à 1985.

## FC3S (1986-1991)
La Mazda RX-7 de deuxième génération (FC3S) a été vendue au Canada de 1986 à 1991. Elle est également connue sous le nom de Mazda Savanna RX-7. Ce modèle fut le seul parmi des RX-7 à exister en version cabriolet (FC3C). Le moteur 13B a été repris pour les modèles atmosphériques de cette voiture, et les modèles turbos ont eu le 13B turbo (ou 13BT), plus puissant que le 13B. Cette voiture possède un équilibre remarquable grâce à son moteur relativement léger, en faisant une voiture très appréciée dans la discipline du drift, tout comme le modèle qui lui succédera. La FC3S est une automobile qui, pour son époque, était relativement bien équipée.
C'est une voiture qui fut relativement peu commercialisée en France, et même en Europe.
La FC3S a une puissance fiscale de 15 CV.
Au Japon, les modèles atmosphériques n'étaient pas proposés, il n'y avait que des modèles dotés de turbos.  
Toujours au Japon, le modèle FC a vu naître des modèles très limités, que sont les Infini. Ils furent pensés de sorte à être la version la plus performante de la FC3S. Puissance supérieure, poids allégé, suspension améliorée, et d'autres améliorations encore. Il y a quatre versions de l'Infini. L'Infini I, l'Infini II, l'Infini III et l'Infini IV. 
- 300 exemplaires en Aout 1986 et Janvier 1987
- 300 exemplaires en Janvier 1988 et Aout 1988
- 600 et 550 en Aout 1989 et Février 1990 (version 215ch)
- 600 et 300 en Juin 1990 et Février 1991 (version 215ch)
Plus en détail, ces éditions limitées bénéficiaient d’options supplémentaires, comme les jantes BBS et le logo Infini un peu partout sur la voiture. Mais surtout, elles comptaient 10ch supplémentaires, pont court pour certaines. Les jantes BBS, mis à part les logos Infini bien sûr, se retrouvent sur les modèles cabriolet de série.
- Le modèle RX-7 FC3S possède son équivalent chez le constructeur Porsche, à savoir la Porsche 944.

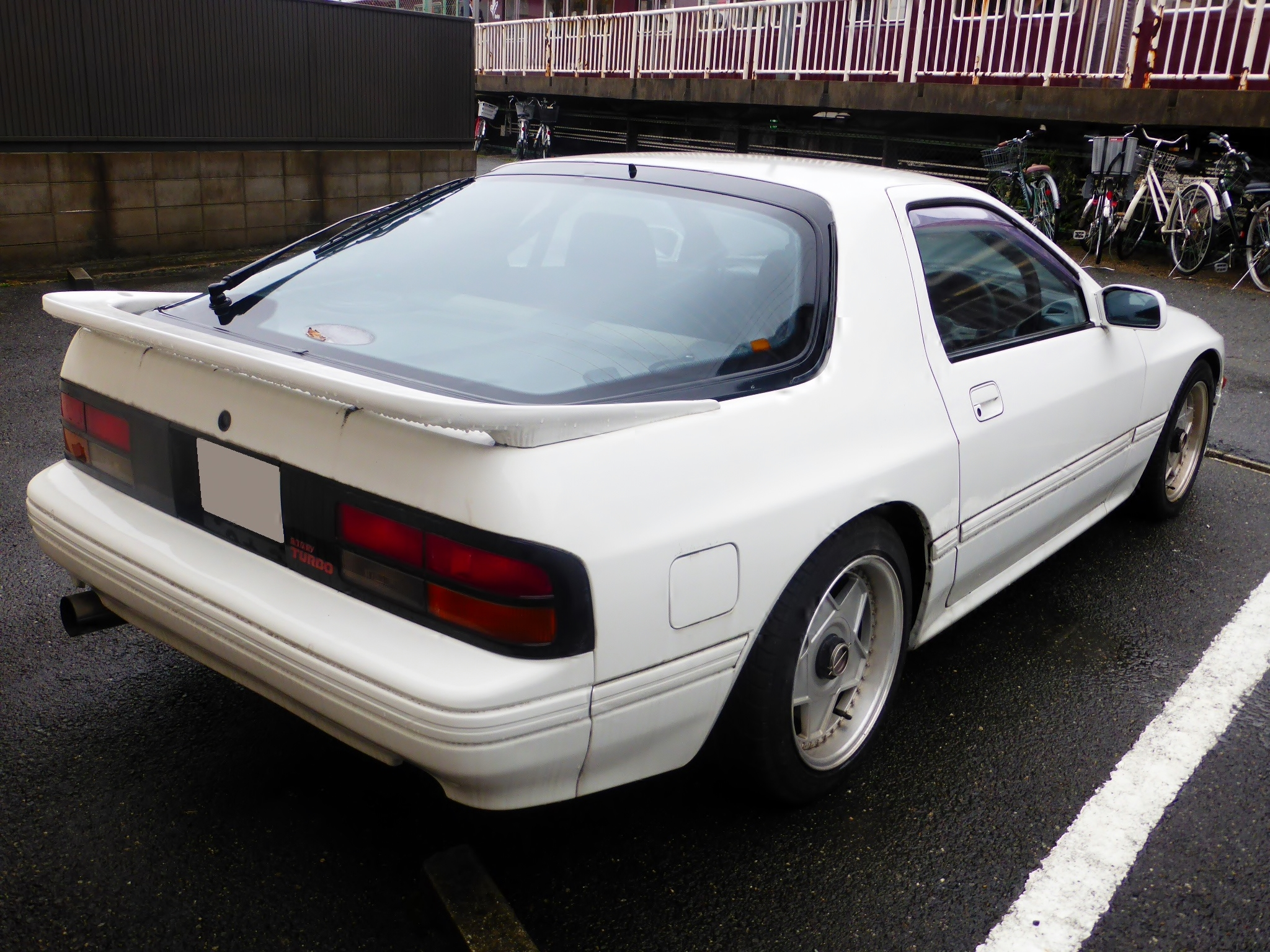
FC3S.

### Motorisations
| Années      | Admission       | Puissance max (ch) | Au régime de (tr/min) | Couple max (N m) | Au régime de (tr/min) |
| ----------- | --------------- | ------------------ | --------------------- | ---------------- | --------------------- |
| 1986 - 1988 | atmosphérique   | 150                | 6 500                 | 182              | 3 000                 |
| 1986 - 1988 | turbo-compressé | 184                | 6 500                 | 247              | 3 000                 |
| 1989 - 1991 | atmosphérique   | 162                | 7 000                 | 189              | 4 000                 |
| 1989 - 1991 | turbo-compressé | 197                | 6 500                 | 265              | 3 500                 |

## Résultats sportifs de la RX-7
Cette voiture fut inscrite en Groupe B FIA dans le cadre du WRC. Achim Warmbold fut alors promu Directeur du Mazda Rally Team Europe (le MRTE). 

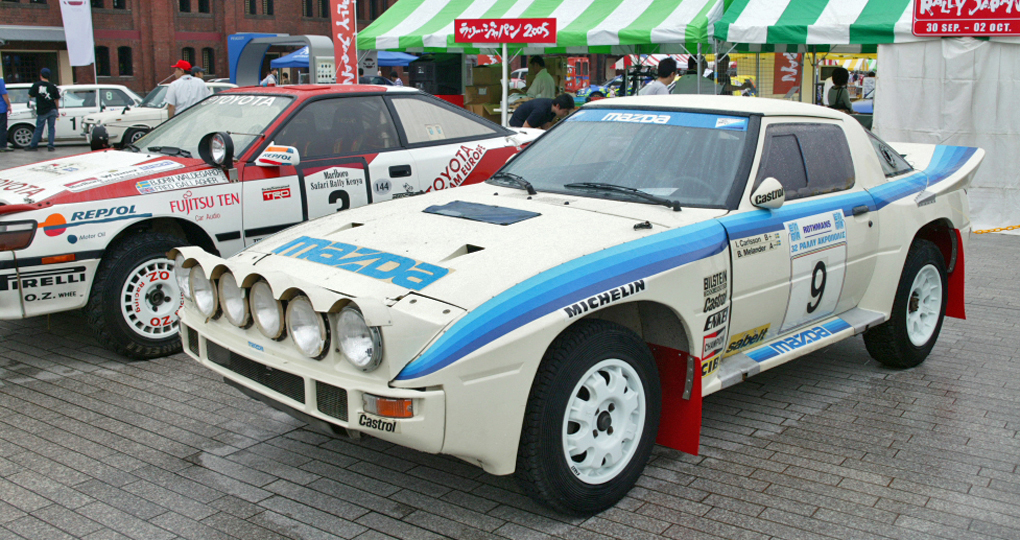
La Mazda RX-7 Gr.B.

 Elle termina 3e du Rallye de l'Acropole en 1985 avec Ingvar Carlsson, puis fut championne d'Australie en 1986 avec Neil Alport. Elle était équipée du moteur bi-rotor type Wankel développé au Japon sous l'impulsion de l'ingénieur motoriste de formation et PDG du groupe Mazda Kenichi Yamamoto. Assurant un centre de gravité très bas du fait de sa position, il produisait pour une cylindrée de 1,3 L. une puissance de 115 ch à 6 000 tr/min, de 300 ch à 8 500 tr/min (Gr.B), et des montées en régimes alors difficilement soutenables par un moteur traditionnel. Un différentiel autobloquant participait à la transmission, et les disques de freinage étaient ventilés. Le français Philippe Wambergue eut l'occasion de la piloter lors du RAC Rally 1984, en lieu et place de Jean-Luc Thérier. La Mazda 323 4WD issue de la troisième génération de 323 (la BF) lui succéda en course en 1991, offrant ainsi un deuxième titre australien à N. Alport en 1992.

En 1989 Jos Boon rachète tout le matériel du MAZDA TEAM EUROPE et finalement il possède cinq Mazda RX7 (quatre montées et un châssis) ainsi que les camionnettes officielles du team. Jos Boon court en Belgique dans le championnat National au volant d'une de ses RX7 et a été sacré champion national en 1989 et en 1990. En 1993 Alain Vandy acquiert un des RX7 de Jos boon et dispute également le championnat des rallyes Nationaux en Belgique terminant souvent dans le top 10 et remportant de nombreux prix du spectacle à son volant. Une sortie de route au jump de Villers viendra néanmoins mettre un frein à sa saison et la voiture fortement endommagée sera réparée et ensuite revendue.
Plusieurs RX7 disputent actuellement encore des rallyes en Europe.

## FD3S (1991 à 1995 et jusqu'à 2002 pour le Japon)

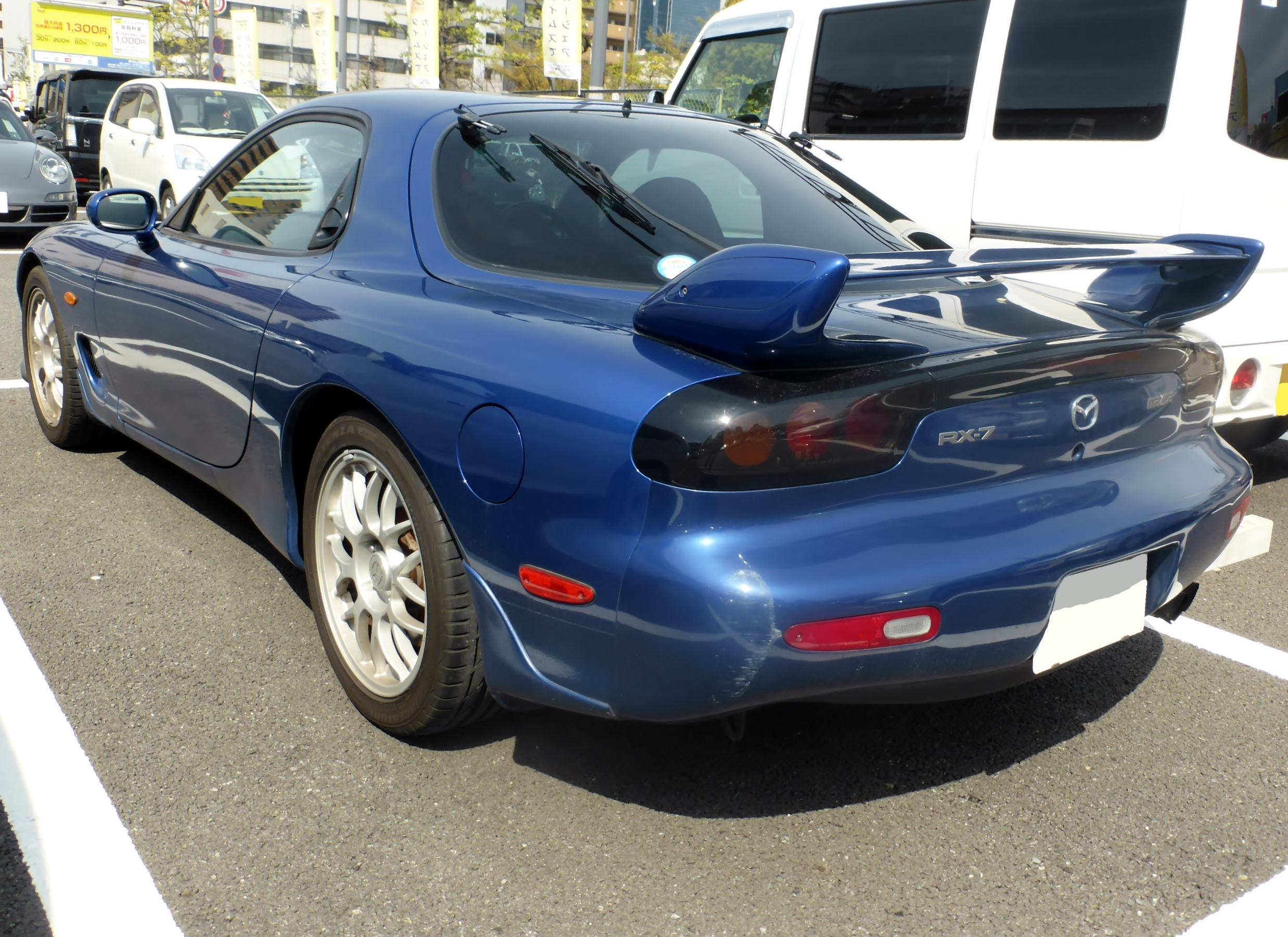
FD3S.

La FD-3S (nom de code châssis) est une sportive de référence pour grand nombre d'amateurs d'automobile. Son bi-rotor, dénommé 13B-REW, est la même base que celui de la FC3S, à la différence qu'il existe en version biturbo séquentiels. Cette voiture est encore aujourd'hui un modèle très prisé chez les préparateurs automobiles, le plus connu étant certainement Re-Amemiya. On retrouve encore ce modèle en compétition de drift et de Super GT (anciennement appelé JGTC). Le Japon compte six générations de FD3S, mais seules les trois premières furent importées en Europe. Bien que de génération plus ancienne que d'autre sportives utilisées en compétition, la FD3S, grâce à un excellent châssis, un centre de gravité bas, et de nombreuses possibilités de réglages, demeure une voiture extrêmement rapide sur circuit. Malgré la réputation de fragilité un peu surfaite de son moteur, la voiture rencontre notamment de bons résultats en championnat d'endurance au Japon.
La production de la FD3S est classifiée au Japon en 6 séries : la 1 est sortie en 12/1991, la 2 en 08/1993, la 3 en 03/1995, la 4 en 01/1996, la 5 en 12/1998, et la 6 en 10/2000 (fin de production en 08/2002). Le numéro de la série constitue le premier des 6 chiffres du NIV (numéro de châssis) japonais, par exemple dans le NIV FD3S-123456 le 1 serait le numéro de série. Ont aussi été produites un total de 9 éditions limitées (type RZ en 10/1992 - 300 voitures, RZ en 10/1993 - 150, R-II Bathurst en 09/1994 - 350, R Bathurst X en 07/1995 - 777, RB Bathust X en 01/1997 - 700, RS-R en 10/1997 - 500, RZ en 10/2000 - 325, R Bathurst R en 08/2001 - 650, Spirit R en 04/2002 - 1504) et 2 éditions spéciales (Bathurst R en 02/1995, R Bathurst en 12/2001). Les feux arrière ronds sont apparus sur la série 4 ; l'airbag passager et les feux avant élargis sur la 5 ; la série 5 connait aussi des modifications mécaniques de suspension et de motorisation qui portent la puissance à 280ch sur certains modèles. Un toit ouvrant a existé en option sur la série 1 en boite manuelle, était standard sur certains modèles en boite automatique jusqu'en série 4, a disparu ensuite.

## Culture populaire
La RX-7 apparait dans le manga et anime Initial D ainsi que dans le film Initial D, dans Fast and Furious avec la RX-7 Veilside kit, dans "Détective Conan" (名探偵コナン, Meitantei Konan) épisodes 545 et 546 (Kiri ni Musebu Majo), dans Wangan Midnight également.
La RX-7 apparaît dans de nombreux jeux vidéo, les séries de jeux Gran Turismo, Forza Motorsport et Forza Horizon, Need for Speed. De plus le jeu Inertial Drift permet au joueur de débloquer la Roton 7D, qui fait évidemment référence à la FD3S jusque dans la motorisation.